# Jean-Marie Nicolas Fréteau
Jean-Marie Nicolas Fréteau de La Thiaudière est un médecin français né le 13 mars 1767 à Messac et mort le 9 mars 1823 à Nantes.

## Biographie
D'une famille de Lavau-sur-Loire, Jean-Marie Nicolas Fréteau est le fils de Jean Fréteau (Frétaud), avocat au parlement de Bretagne, procureur fiscal du marquisat de Bain et de La Marzellière, et de Marguerite Françoise Levieil. Marié avec Marie Ursule Bourdier, il est le beau-père du colonel Juan Crisóstomo Thiebaut (es).
Après ses études à Paris, reçu docteur en médecine, il s'établit à Nantes comme chirurgie et médecine, où il se fait une réputation pour la cure des plaies invétérées et dans l'art des accouchements. Il se consacre également à l'étude les moyens propres à corriger les difformités du corps.
Durant la Révolution, il sert dans l'armée avec le grade chirurgien-major.
Il est président de la Société académique du département de la Loire-Inférieure en 1815 puis de 1818 à 1820.

## Publications
- Mémoire sur les moyens de guérir facilement et sans danger les vieux ulcères des jambes, même chez les vieillards, Paris, 1805
- Considérations pratiques sur le traitement de la gonorrhée virulente, etc., 1813, in-8
- Traité élémentaire sur l'emploi légitime et méthodique des émissions sanguines dans l'art de guérir, avec application des principes à chaque maladie, Paris, 1816, in-8 (Couronné par la Société de médecine de Paris)

### Sources
- Dechambre, Amédée (dir.) - Dictionnaire encyclopédique des sciences médicales / [publ. sous la] dir. de M. A. Dechambre . - série 4, tome 6, FRAN - GAST. - Paris : G. Masson : P. Asselin - 1880
- Léonard, Jacques (1935-1988) - Les médecins de l'ouest de la France au XIXe siècle. Les Officiers de santé de la Marine française de 1814 à 1835. Papiers scientifiques de Jacques Léonard (1935-1988) - 1969
- Jules Roger, Les médecins bretons du XVIe au XXe siècle : biographie et bibliographie, 1900. p. 22-23